# Solčava község
Solčava község (szlovén nyelven Občina Solčava) Szlovénia 212 alapfokú közigazgatási egységének, azaz községének egyike a Savinjska statisztikai régióban. Adminisztratív központja Solčava város. A község 1998-ban alakult meg. A község a történelmi Felső-Krajna régió része.

## A községhez tartozó települések
A községhez Solčava székhelyen kívül Logarska Dolina, Podolševa és Robanov Kot települések tartoznak.

## Népesség
| Lakosok száma | 523  | 510  | 518  | 518  | 523  | 502  | 521  | 521  | 517  | 524  |
|               | 2008 | 2009 | 2011 | 2012 | 2013 | 2015 | 2016 | 2017 | 2019 | 2020 |